# Koninkrijk Nepal
Het Koninkrijk Nepal was een land in Azië, gelegen tussen India en China dat bestond van 1768 tot 2008.

## Geschiedenis
Na decennia van rivaliteit tussen middeleeuwse koninkrijken werd Nepal in 1768 verenigd door Prithivi Narayan Shah Deva, die de eerste koning werd. Hij was de heerser van het vorstendom Gurkha. In het begin van de negentiende eeuw probeerde Nepal een deel van Noord-India te veroveren. Het land stuitte op de Britse Oost-Indische Compagnie, dat India aan het koloniseren was en dit leidde tot een oorlog tussen Nepal en Engeland. Nepal verloor, maar omdat het land weinig betekenis had voor de Britse handel werd het niet gekoloniseerd.
De koning had de absolute macht en dit stuitte vaak op tegenstand. In 1990 werd de alleenheerschappij van de koning afgeschaft.
Op 28 mei 2008 werd beslist om de monarchie af te schaffen en de Federale Democratische Republiek Nepal werd uitgeroepen.

## Koningen
| Prithivi Narayan Shah Deva                     | 1768-1775 |
| Sinha Pratap Shah Deva                         | 1775-1777 |
| Rana Bahadur Shah Deva                         | 1777-1778 |
| Bahadur Shah (regent) (1x)                     | 1778-1779 |
| Koningin Rajendra Lakshmi (regentes)           | 1779-1785 |
| Bahadur Shah (regent) (2x)                     | 1785-1794 |
| Girvan Yuddha Bikram Shah Deva                 | 1799-1816 |
| Koningin Rajeshwari Devi (regentes) (1x)       | 1799-1800 |
| Subarna Prabha Devi (regentes)                 | 1800-1802 |
| Koningin Rajeshwari Devi (regentes) (2x)       | 1802-1804 |
| Rana Bahadur Shah Devi (regent)                | 1804-1806 |
| Koningin Lalit Tripura Sundari (regentes)      | 1806-1832 |
| Rajendra Birkram Shah Deva                     | 1806-1812 |
| Muhammed Sultan Damri Jhing-Nun                | 1813-1880 |
| Prithivi Bir Bikram Shah Deva                  | 1881-1911 |
| Koningin Lalita Rajya Laksmi (regentes)        | 1891-1893 |
| Tribhuvana Bir Bikram Shah Deva (1x)           | 1911-1950 |
| Koningin Revati Raman Rajya Lakshmi (regentes) | 1911-1918 |
| Tribhuvana Bir Bikram Shah Deva (2x)           | 1951-1955 |
| Mahendra Bir Bikram Shah Deva                  | 1955-1972 |
| Birendra Bir Bikram Shah Deva                  | 1972-2001 |
| Dipendra Bir Bikram Shah Deva                  | juni 2001 |
| Gyanendra Bir Bikram Shah Deva                 | 2001-2008 |